# فوجیوارا نو اوگورومارو
فوجیوارا نو اوگورومارو (به ژاپنی: 藤原 小黒麻呂 ふじわら の おぐろまろ); تولد ۷۳۳ – مرگ ۷۹۴ میلادی، سامورایی یک ژنرال و شوگون در دوره هی‌آن اهل ژاپن بود. در سال ۷۸۰ به عنوان شوگون منصوب شد و به فتح امیشی به شمال ژاپن رفت.